# George Abbot

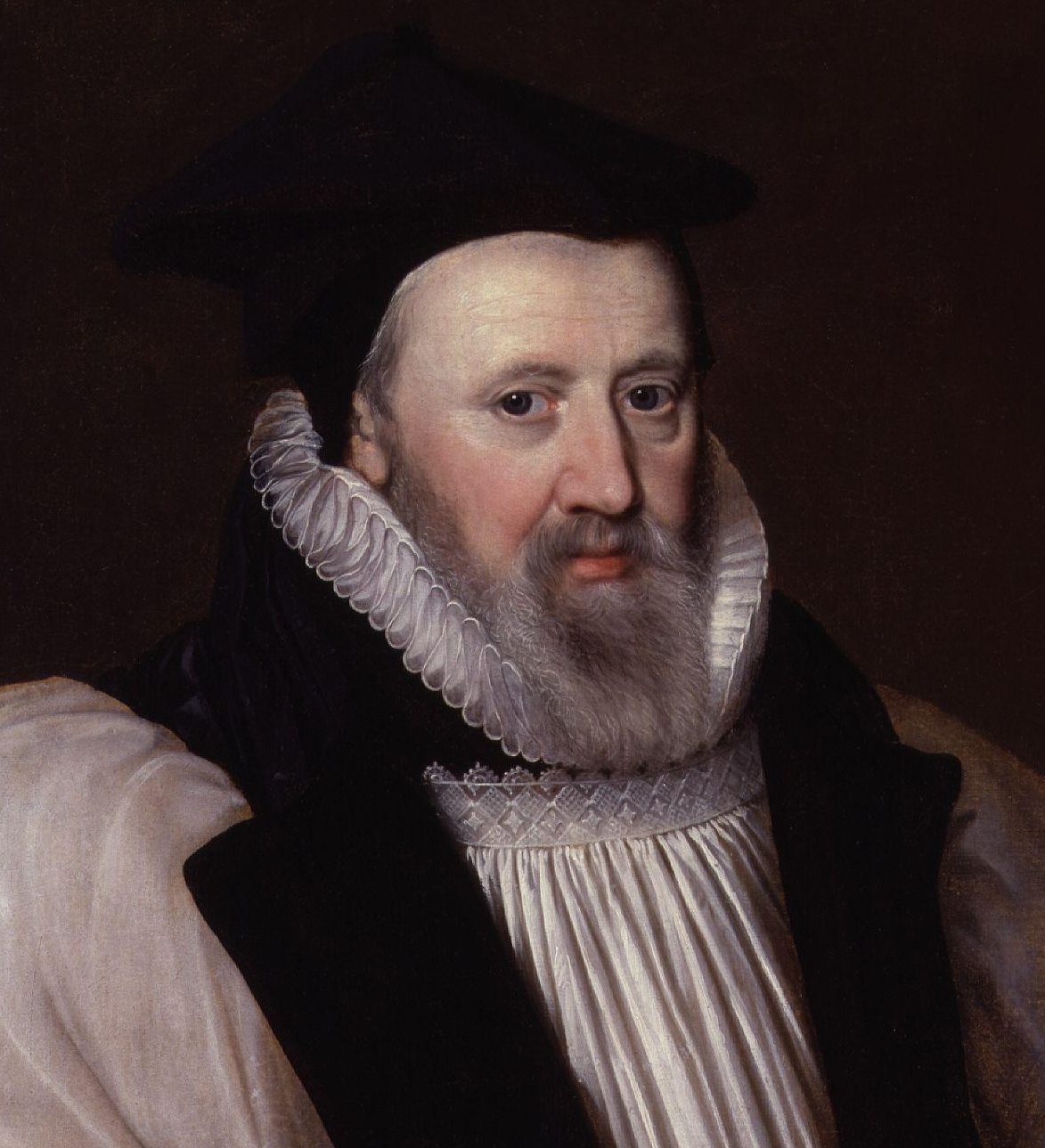
George Abbot

George Abbot (* 19. Oktober 1562 in Guildford, England; † 4. August 1633 in Croydon, England) war ein englischer Prälat.

## Abstammung und frühes Leben
Abbot stammte aus armen Verhältnissen. Er war der vierte von sechs Söhnen des Tuchmachers Maurice Abbot (* um 1520, † 1606) und seiner Gattin Alice, geborene Marsh oder March (* um 1526, † 1606), die zum Protestantismus konvertiert waren und diesem neuen Glauben eifrig anhingen. Außerdem war Abbot der jüngere Bruder von Robert Abbot. Er besuchte das Gymnasium seiner Vaterstadt. Fremde Hilfe ermöglichte ihm ab 1579 ein Studium am Balliol College in Oxford. Dort konnte er 1585 als Magister der Philosophie sowie 1597 als Doktor der Theologie und Master des Universitätskollegiums abschließen. In seiner Doktorarbeit (Quaestiones sex in quibus e sacra Scriptura et Patribus quid statuendum sit definitur, 1597) wandte er sich in sechs Thesen gegen den Romanismus. 1599 wurde er Dechant von Winchester. Als Rektor der Oxforder Universität amtierte er dreimal zwischen 1600 und 1605. Damals wurde er theologischer Gegner von William Laud.
1608 begleitete Abbott den schottischen Schatzmeister, George Home, 1. Earl of Dunbar, nach Schottland und bemühte sich im Auftrag des englischen Königs Jakob I., eine Vereinigung der schottischen Episkopalkirche mit der englischen versöhnlich zustande zu bringen. Allerdings blieb die diesbezügliche Konferenz in Linlithgow ergebnislos. Trotzdem stieg Abbot in der Gunst von Jakob I. und wurde von ihm nun auch in politischen Angelegenheiten eingesetzt. So vermittelte er in königlichem Auftrag einen Frieden zwischen Spanien und den Niederlanden. Bald stieg er in der Kirchenhierarchie höher und wurde am 3. Dezember 1609 zum Bischof von Lichfield und Coventry und schon am 20. Jänner 1610 zum Bischof von London erhoben. Im gleichen Jahr wurde die bischöfliche Verfassung in Schottland eingeführt, an der er maßgeblich mitwirkte.

## Erzbischof von Canterbury unter Jakob I.
Mit der Ernennung zum Erzbischof von Canterbury (9. April 1611) wurde Abbot das Oberhaupt der englischen Kirche und ein wichtiger Berater von Jakob I. Er suchte die innerprotestantischen Konflikte in England zu kalmieren und daher zwischen den Puritanern und den von William Laud angeführten Romanisten zu vermitteln, obwohl er den ersteren zuneigte. Auch verfolgte er eine strikt antikatholische Haltung. Auf Wunsch Jakobs I. forderte er von den englischen Botschaftern am europäischen Kontinent regelmäßige Auskünfte über die Religionspolitik der Länder, in denen sie ihren Dienst versahen. Als die Jesuiten Jakob I. 1611 dazu bewegen wollten, dass er über eine Vermählung des Prince of Wales, Henry Frederick Stuart, mit einer Infantin der katholischen Großmacht Spanien verhandeln sollte, konnte Abbot den König erfolgreich davon abhalten. 
Als Nächstes verfolgte Abbot den Plan einer Vermählung der Tochter Jakobs I., Elisabeth Stuart, mit dem Kurfürsten Friedrich V. von der Pfalz. Der spanische Gesandte Zuñinga unterbreitete indessen im August 1612 das Angebot, die englische Königstochter mit dem spanischen Monarchen selbst zu verheiraten. Doch Abbot konnte diesen Plan durch einen eindringlichen Brief an Jakob I. verhindern und am 14. Februar 1613 die Hochzeit Elisabeths mit dem pfälzischen Kurfürsten in der Westminster Abbey zelebrieren.
Vom englischen König verlangte Abbot 1613 in einer öffentlichen Rede keinerlei Duldung der Katholiken, da er ansonsten Verrat üben würde. Er bekämpfte auch die Bemühungen des nach England gereisten Hugo Grotius, Jakob I. den Remonstranten geneigt zu machen. Hingegen ließ er dem abtrünnigen Antonio de Dominis seinen Schutz angedeihen, der ihm dafür eine Handschrift der von Sarpi verfassten Geschichte des Tridentiner Konzils schenkte. Er trat auch mehrfach unerschrocken gegen despotisch wirkende Beschlüsse Jakobs I. und besonders später gegen solche seines Nachfolgers auf. So versuchte er hartnäckig, aber vergeblich, Jakob I. davon abzubringen, dass er die aufsehenerregende Scheidung der Adeligen Frances Howard, Gräfin von Somerset, von ihrem Gatten Robert Devereux, 3. Earl of Essex, bewilligte (25. September 1613). 1618 wandte sich Abbot auch erfolglos gegen die Erlaubnis des Königs (Declaration of Sports), Spiele am Sonntag veranstalten zu dürfen. Er untersagte aber an seinem momentanen Aufenthaltsort Croydon, dass die Deklaration, wie durch einen königlichen Befehl gefordert, im Gottesdienst verlesen wurde. 1619 bat er Jakob I., dessen Schwiegersohn Friedrich V., der neuer böhmischer Herrscher geworden war, militärisch zu unterstützen.
1622 war Abbot in Bramshill Park (Hampshire) bei Lord Zouch eingeladen und erschoss bei einem Jagdausflug versehentlich mit seiner Armbrust einen Wildhüter. Dies belastete ihn seelisch sehr schwer; er wurde schwermütig, zog sich zurück, übte Buße durch Fasten und half der Witwe des Getöteten. Nun behaupteten seine Gegner, dass Abbot laut kanonischem Recht nicht mehr als Erzbischof amtieren könne; denn ein Kleriker dürfe nicht legal der Jagd frönen. Einige neu bestellte Bischöfe, besonders sein Gegenspieler William Laud, wollten sich von ihm nicht ordinieren lassen. Als auch eine königliche Kommission keine Einigung in dieser Frage erzielte, stellte Jakob I. selbst die Schuldlosigkeit des Erzbischofs bezüglich weltlicher Gesetze fest. Da der König auch das kirchliche Supremat ausübte, bewirkte er Abbots Freisprechung von allen kirchlichen Vergehen durch acht Bischöfe. Damit war Abbots Stellung zwar wiederhergestellt, er erschien aber kaum mehr bei Hof.
Abbot suchte von 1617 bis 1622 mit allen Mitteln vergeblich, die Verhandlungen über die Vermählung einer spanischen Infantin mit dem englischen Thronfolger Karl (I.) zu vereiteln; erst als dieser 1623 persönlich nach Madrid reiste, scheiterte seine Brautwerbung an den zu hohen spanischen Forderungen. Trotzdem waren Abbots Bemühungen, den Protestantismus am europäischen Festland unter Englands Führung gegen die päpstliche Macht zu festigen, von keinem Erfolg gekrönt. Als Jakob I. 1625 im Sterben lag, besuchte ihn Abbot regelmäßig.

## Absetzung durch Karl I. und Tod
Als nun Karl I. den Thron bestieg, leitete Abbot zwar die feierliche Krönungszeremonie, verlor aber seinen Einfluss weitgehend, da der neue König ihn nicht mochte. Dieser strebte nach absoluter Monarchie und bevorzugte als Ratgeber William Laud. Abbot hingegen gab keine Erlaubnis zum Druck einer vom höfischen Schmeichler Dr. Robert Sibthorp in Northampton am 22. Februar 1627 gehaltenen Rede, in der dieser die Anerkennung der obersten Autorität des Königs in allen staatlichen und kirchlichen Angelegenheiten gefordert hatte. Eine von Karl I. eingesetzte Kommission enthob Abbot daraufhin am 9. Oktober 1627 rechtswidrig seines Amtes als Erzbischof, doch wurde es erst nach seinem Tod neu besetzt. An den Hof kam Abbot seit Anfang 1628 nicht mehr. Doch im Oberhaus war er weiterhin sehr respektiert und sprach sich im April 1628 gegen den Wunsch des Königs aus, Personen ohne Anklagegründe einsperren zu lassen. Statt Abbot nahm 1630 William Laud die Taufe des neugeborenen Thronfolgers vor. Nach dem am 4. August 1633 in Croydon erfolgten Tod des unverheiratet gebliebenen Abbot wurde sein Gegner William Laud auch sein Nachfolger als Erzbischof von Canterbury. Sein Leichnam wurde in seine Vaterstadt Guildford überführt. Dort erfolgte am 4. September 1633 seine Beisetzung in der von ihm gegründeten Kirche. Auch ein Spital hatte er in seinem Heimatort gestiftet, ebenso gemeinnützige Anstalten in London, Canterbury und Oxford.
In Guildford wurde Abbot eine Statue errichtet sowie ein Pub und eine höhere Schule (George Abbot School) nach ihm benannt.

## Schriftstellerisches Werk
Abbot verfasste viele Schriften, u. a. Geography, or a Brief Description of the Whole World (1599), Exposition upon the Prophet Jonah (1600), Parlamentsreden und Briefe. An der von Jakob I. veranstalteten englischen Übersetzung des Neuen Testaments von 1611 war er maßgeblich beteiligt. Er vermittelte auch die Erwerbung des bedeutenden Codex Alexandrinus und machte sich damit um die abendländische Religionswissenschaft verdient.